# Кононов, Степан Фёдорович
Степан Фёдорович Кононов — советский хозяйственный деятель, Герой Социалистического Труда.

## Биография
Родился в 1928 году в Острогожском уезде Воронежской губернии. Член КПСС.
В 1944—1947 — рабочий на строительстве Богословского алюминиевого завода.
В 1949—1989 — электролизник, бригадир электролизной бригады цеха номер 1 Богословского алюминиевого завода Министерства цветной металлургии СССР в городе Краснотурьинске Свердловской области.
Указом Президиума Верховного Совета СССР от 9 июня 1961 года присвоено звание Героя Социалистического Труда с вручением ордена Ленина и золотой медали «Серп и Молот».
Делегат XXII съезда КПСС.
Умер в 1989 году в Краснотурьинске.

## Награды и звания
- Герой Социалистического Труда (09.06.1961)
- Орден Ленина (09.06.1961)